# Eugen Maier

Eugen Maier

Eugen Maier (* 13. November 1899 in Untertürkheim; † 16. Januar 1940 in Ulm) war ein deutscher Politiker der NSDAP.

## Leben und Wirken
Der Sohn eines Weichenwärters besuchte die Volksschule in Bad Mergentheim; die Realschule verließ Maier aus finanziellen Gründen vorzeitig. Unterbrochen von seinem Militärdienst war Maier von 1915 bis 1921 als Schreibgehilfe bei der Eisenbahn tätig. Von 1916 bis 1918 nahm er mit dem Reserve-Infanterie-Regiment 247, dem Bayerischen Sturmbataillon 15 und dem Infanterie-Regiment 476 am Ersten Weltkrieg teil, in dem er an der Westfront kämpfte und mit dem Eisernen Kreuz II. Klasse und dem Verwundetenabzeichen ausgezeichnet wurde. Nach dem Krieg gehörte er von Januar bis November 1919 dem Grenzschutz Ost an, mit dem er als Angehöriger des Schützenregiments 72 und des Schützenregiments 26 in Litauen kämpfte. Zwischen 1921 und 1932 arbeitete er als Handlungsgehilfe eines Elektrizitätswerkes, als Gießereiarbeiter, als Maschinenformer, als Werkstattschreiber sowie als Provisionsreisender.
Maier war zwischen 1920 und 1925 Mitglied der Freien Gewerkschaften; zeitweise gehörte er der Freidenkerbewegung an. Zum 1. April 1928 trat er in Geislingen an der Steige der NSDAP (Mitgliedsnummer 85.437) und der SA bei; in letzterer übernahm er Aufgaben als Truppführer. In der NSDAP fungierte er seit Februar 1929 als Ortsgruppenleiter, dann als Bezirksleiter für Geislingen und Göppingen. Von Dezember 1931 bis 1933 amtierte er als Führer der NS-Gemeinderatsfraktion in Geislingen. Im Oktober 1932 wurde Maier hauptamtlicher Kreisleiter der NSDAP in Ulm; bereits seit August 1931 hatte er Leitungsfunktionen im Ulmer Raum innegehabt. 
Nach der Machtübertragung an die Nationalsozialisten wurde Maier im April 1933 zum politischen Sonderkommissar für Stadt und Oberamt Ulm ernannt. Von April 1933 bis zu dessen Auflösung im Herbst 1933 war er Mitglied des Württembergischen Landtages. Anschließend saß er von November 1933 bis zu seinem Tod 1940 als Abgeordneter im nationalsozialistischen Reichstag, in dem er den Wahlkreis 31 (Württemberg) vertrat. Seit April 1933 war er Führer der NS-Gemeinderatsfraktion in Ulm. In der NSDAP fungierte Maier ab Juni 1933 als Gauinspekteur der NSDAP in Württemberg-Hohenzollern. 1936 wurde er zum Reichsredner ernannt.
In Ulm veranlasste Maier im März 1935 die reihenweise Verhaftung von Pastoren, um zu verhindern, dass diese vor ihren Gemeinden einen Brief des Landesbischofs Theophil Wurm verlesen würden, in dem dieser die Idee des Rassismus als Weltanschauung verurteilte. Im November 1938 rechtfertigte er in einer antisemitischen Rede die Zerstörung der Ulmer Synagoge während der Reichspogromnacht.
Maier starb im Januar 1940 im Ulmer Krankenhaus an den Folgen einer Magenoperation. Bei den aufwändig inszenierten Trauerfeierlichkeiten sprachen Gauleiter Wilhelm Murr und Polizeidirektor Wilhelm Dreher. Sein Reichstagsmandat wurde von Adolf Mauer weitergeführt.